# Morze (jezioro)
Morze – płytkie, niewielkie jezioro w dorzeczu rzeki Łyny, położone w województwie warmińsko-mazurskim, w powiecie olsztyńskim, w gminie Olsztynek, łowisko specjalne.
Jezioro znajduje się w górnym odcinku rzeki Łyny, ma wysokie i zalesione brzegi, częściowo niskie i zatorfione. Przez zbiornik przepływa rzeka Łyna, wypływając z jeziora Brzeźno Duże i płynąc dalej do jeziora Kiernoz Mały.